# Thales Alenia Space
Thales Alenia Space és el major fabricant de  satèl·lits europeu. Té més de 7000 empleats, repartits en 11 emplaçaments industrials en 5 països (França, Itàlia, Espanya, Bèlgica i Estats Units).
L'actual companyia que va ser constituïda fa més de trenta anys, és el resultat de la compra per part del Grup Thales de la participació que posseïen Alcatel i Telespazio a l'empresa Alcatel Alenia Space. L'operació va ser aprovada per la Comissió Europea a l'abril de 2007. Des de llavors, la companyia passa a denominar Thales Alenia Space i juntament amb Telespazio, formen l'Aliança Espacial.